# Walliswil bei Niederbipp
Walliswil bei Niederbipp là một đô thị thuộc huyện Oberaargau, bang Bern, Thụy Sĩ. Đô thị này có diện tích 1,4 km2, dân số thời điểm tháng 12 năm 2009 là 214 người.